# الصقر الملكي للطيران

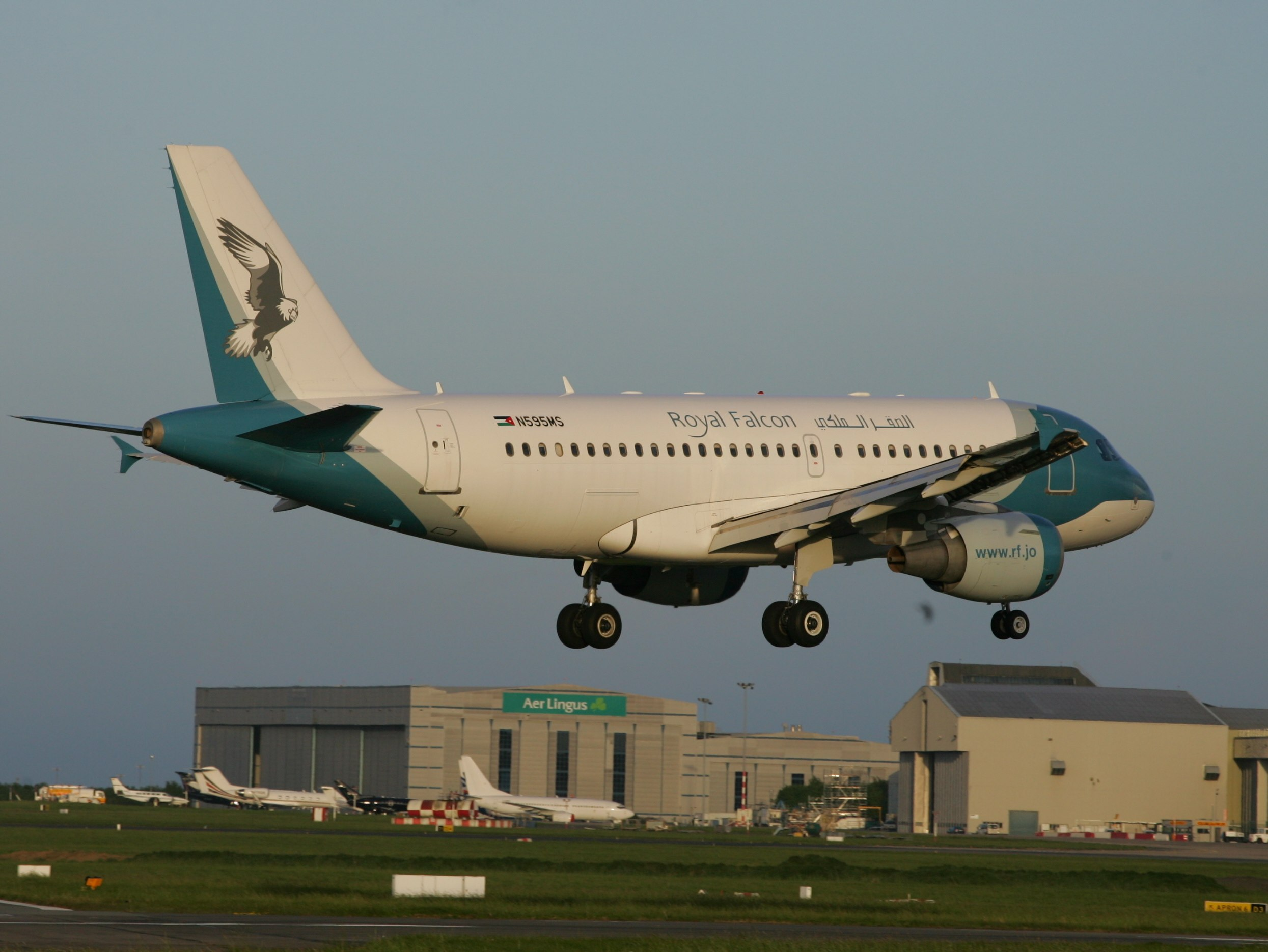

الصقر الملكي للطيران، شركة طيران عارض عملت في عمان، الأردن.

## تاريخ الشركة
عام 2007، تأسست شركة الصقر الملكي للطيران لتصبح ثاني نقل جوي في الأردن بعد الملكية الأردنية.
بدأت عملياتها على أساس غير مجدولة. عام 2009، كانت شركة الطيران ثاني ناقل جوي. كان مقر الشركة في قلب العاصمة عمان، وشغلت رحلاتها من مطار الملكة علياء الدولي. غطى أسطولها شبكة من 8 وجهات. وكان من المفترض أن تصبح الشركة الرائدة في عمليات الشحن الجوي من وإلى الأردن.

## وجهات الطيران
تسيّر شركة الصقر الملكي للطيران رحلات طيران للوجهات التالية (حسب حزيران (يونيو) 2013):
 العراق
- النجف - مطار النجف الدولي
- الموصل - مطار الموصل الدولي

 الأردن
- عمان (مدينة) - مطار الملكة علياء الدولي

 السعودية
- جدة - مطار الملك عبد العزيز الدولي

 مصر
- القاهرة - ميناء القاهرة الجوي

## الأسطول
يشمل أسطول الصقر الملكي الطائرات التالية (كما في حزيران (يونيو) 2013):

## الحل
في 19 أوكتوبر 2017 قررت محكمة بداية حقوق عمان تصفية شركة الصقر الملكي للطيران تصفية اجبارية .

## روابط خارجية
- الصقر الملكي للطيران